# NGC 2526
NGC 2526 este o galaxie spirală situată în constelația Racul. A fost descoperită în 25 martie 1864 de către Albert Marth. Se află la o distanță de 65,98 de megaparseci de Pământ.